# Чемпионат мира по фристайлу 1999
7-й чемпионат мира по фристайлу прошёл с 10 по 14 марта в швейцарском Майрингене. Из программы чемпионата была полностью исключена комбинация, но впервые состоялись соревнования по параллельному могулу. Кроме него были разыграны медали ещё в трёх дисциплинах — могуле, акробатике, лыжном балете. Всего было разыграно 8 комплектов наград.

## Результаты

### Мужские соревнования

#### Лыжный балет
11 марта 1999
| Медаль | Спортсмен         | Страна    |
| ------ | ----------------- | --------- |
|        | Ян Эдмондсон      | США       |
|        | Майк Макдональд   | Канада    |
|        | Хайни Баумгартнер | Швейцария |

#### Могул
10 марта 1999
| Медаль | Спортсмен     | Страна    |
| ------ | ------------- | --------- |
|        | Янне Лахтела  | Финляндия |
|        | Лаури Лассила | Финляндия |
|        | Сами Мустонен | Финляндия |

#### Акробатика
13 марта 1999
| Медаль | Спортсмен       | Страна  |
| ------ | --------------- | ------- |
|        | Эрик Бергоуст   | США     |
|        | Кристиан Риявец | Австрия |
|        | Джо Пак         | США     |

#### Параллельный могул
14 марта 1999
| Медаль | Спортсмен     | Страна    |
| ------ | ------------- | --------- |
|        | Йохан Грегори | Франция   |
|        | Янне Лахтела  | Финляндия |
|        | Лаури Лассила | Финляндия |

### Женские соревнования

#### Лыжный балет
11 марта 1999
| Медаль | Спортсмен           | Страна |
| ------ | ------------------- | ------ |
|        | Наталья Разумовская | Россия |
|        | Оксана Кущенко      | Россия |
|        | Анника Йоханссон    | Швеция |

#### Могул
10 марта 1999
| Медаль | Спортсмен    | Страна    |
| ------ | ------------ | --------- |
|        | Анн Батель   | США       |
|        | Кари Тро     | Норвегия  |
|        | Карин Бодмер | Швейцария |

#### Акробатика
13 марта 1999
| Медаль | Спортсмен   | Страна    |
| ------ | ----------- | --------- |
|        | Джеки Купер | Австралия |
|        | Хильде Лид  | Норвегия  |
|        | Ники Стоун  | США       |

#### Параллельный могул
14 марта 1999
| Медаль | Спортсмен    | Страна   |
| ------ | ------------ | -------- |
|        | Сандра Шмитт | Германия |
|        | Кари Тро     | Норвегия |
|        | Анн Батель   | США      |

## Медальный зачёт
| Место | Страна    |   |   |   | Всего |
| ----- | --------- | - | - | - | ----- |
| 1.    | США       | 3 | 0 | 3 | 6     |
| 2.    | Финляндия | 1 | 2 | 2 | 5     |
| 3.    | Россия    | 1 | 1 | 0 | 2     |
| 4.    | Австралия | 1 | 0 | 0 | 1     |
|       | Франция   | 1 | 0 | 0 | 1     |
|       | Германия  | 1 | 0 | 0 | 1     |
| 7.    | Норвегия  | 0 | 3 | 0 | 3     |
| 8.    | Австрия   | 0 | 1 | 0 | 1     |
|       | Канада    | 0 | 1 | 0 | 1     |
| 10.   | Швейцария | 0 | 0 | 2 | 2     |
| 11.   | Швеция    | 0 | 0 | 1 | 1     |